# Bert (Allier)
Bert ist eine französische Gemeinde mit 261 Einwohnern (Stand 1. Januar 2022) im Département Allier in der Region Auvergne-Rhône-Alpes (vor 2016 Auvergne); sie gehört zum Arrondissement Vichy und zum Kanton Moulins-2. 

## Geografie
Die Gemeinde Bert liegt etwa 39 Kilometer südöstlich von Moulins und etwa 29 Kilometer nordöstlich von Vichy am Flüsschen Têche. Im nordwestlichen Gemeindegebiet entspringt der Graveron. Umgeben wird Bert von den Nachbargemeinden Montcombroux-les-Mines im Norden, Le Donjon im Nordosten und Osten, Loddes im Osten und Südosten, Barrais-Bussolles im Süden, Varennes-sur-Tèche im Westen sowie Sorbier im Nordwesten.

## Bevölkerungsentwicklung
| Jahr                       | 1962 | 1968 | 1975 | 1982 | 1990 | 1999 | 2006 | 2012 | 2022 |
| Einwohner                  | 547  | 514  | 415  | 410  | 315  | 273  | 270  | 255  | 261  |
| Quellen: Cassini und INSEE |      |      |      |      |      |      |      |      |      |

## Sehenswürdigkeiten
- Kirche Saint-Laurent aus dem 11./12. Jahrhundert, seit 1926 Monument historique